# Rally de Ferrol de 1979
El Rally de Ferrol de 1979 fue la décima edición y la undécima cita de la temporada 1979 del Campeonato de España de Rally. Se celebró del 13 al 15 de julio.
Esta edición no sumó puntos para el campeonato de España al no llegar al mínimo de participantes que se exigían a las pruebas de coeficiente menor. De los cuarenta y seis inscritos solo veintinueve tomaron la salida, siendo treinta y cinco el mínimo. El líder del nacional Jorge de Bagration no acudió a la prueba, ni tampoco Antonio Zanini el único piloto que contaba con alguna opción de arrebatarle la primera posición.
Marc Etchebers se impuso en Ferrol casi sin oposición y liderando desde la primera etapa. José Manuel Oanes fue segundo y aunque recortó tiempo en algunos tramos no pudo con Etchebers que se dedicó a conservar la ventaja. La tercera plaza del podio fue para Celestino Pardo.

## Clasificación final
| Pos. | Piloto              | Copiloto                  | Automóvil                | Tiempo  | Diferencia |
| ---- | ------------------- | ------------------------- | ------------------------ | ------- | ---------- |
| 1.   | Marc Etchebers      | Marie-Christine Etchebers | Porsche 911 Carrera      | 1:31:49 | 0.0        |
| 2.   | José Manuel Oanes   | José Piñón                | Alpine-Renault A110 1440 | 1:34:11 | +2:22      |
| 3.   | Celestino Pardo     | Enrique de Cuenca         | SEAT 124-1800            | 1:36:42 | +4:53      |
| 4.   | Carlos Arrojo       | Mercedes Naya             | SEAT 1430-1800           | 1:38:24 |            |
| 5.   | "Cleherc"           | Carrillo                  | Porsche 911 S            | 1:40:00 |            |
| 6.   | José Ramón Torreiro | Mario Galán               | Renault 5 Alpine         | 1:41:49 |            |
| 7.   | Ramón Sueiras       | Roberto Tenreiro          | Alpine 1600              | 1:42:17 |            |
| 8.   | Enrique Vázquez     | Pablo Iglesias            | SEAT 124-1800            | 1:43:09 |            |
| 9.   | Sanesteban          | Bastos                    | SEAT 124-1800            | 1:49:10 |            |
| 10.  | Morado              | Irago                     | SEAT 1430-1800           | 1:50:42 |            |